# Grande Eau
Die Grande Eau ist ein rund 26 km langer rechter Nebenfluss der Rhone im Schweizer Kanton Waadt. Sie entwässert einen Abschnitt der Waadtländer Alpen. Das Einzugsgebiet der Grande Eau hat eine Fläche von etwa 132 km². Der aktuelle Name der Grande Eau (grosses Wasser) erschien erst Ende des 16. Jahrhunderts zum ersten Mal in den Urkunden. Vorher trug der Fluss den Namen Rionziaz, erstmals 1287 in der Form Ruysi, 1315 als Rionsiaz erwähnt. Weitere schriftlich belegte Namensformen sind Rionzo (1317), Ruisy (1323), Rionsy (1326), Rionsettaz (1327) und Rionse (1373).

## Verlauf

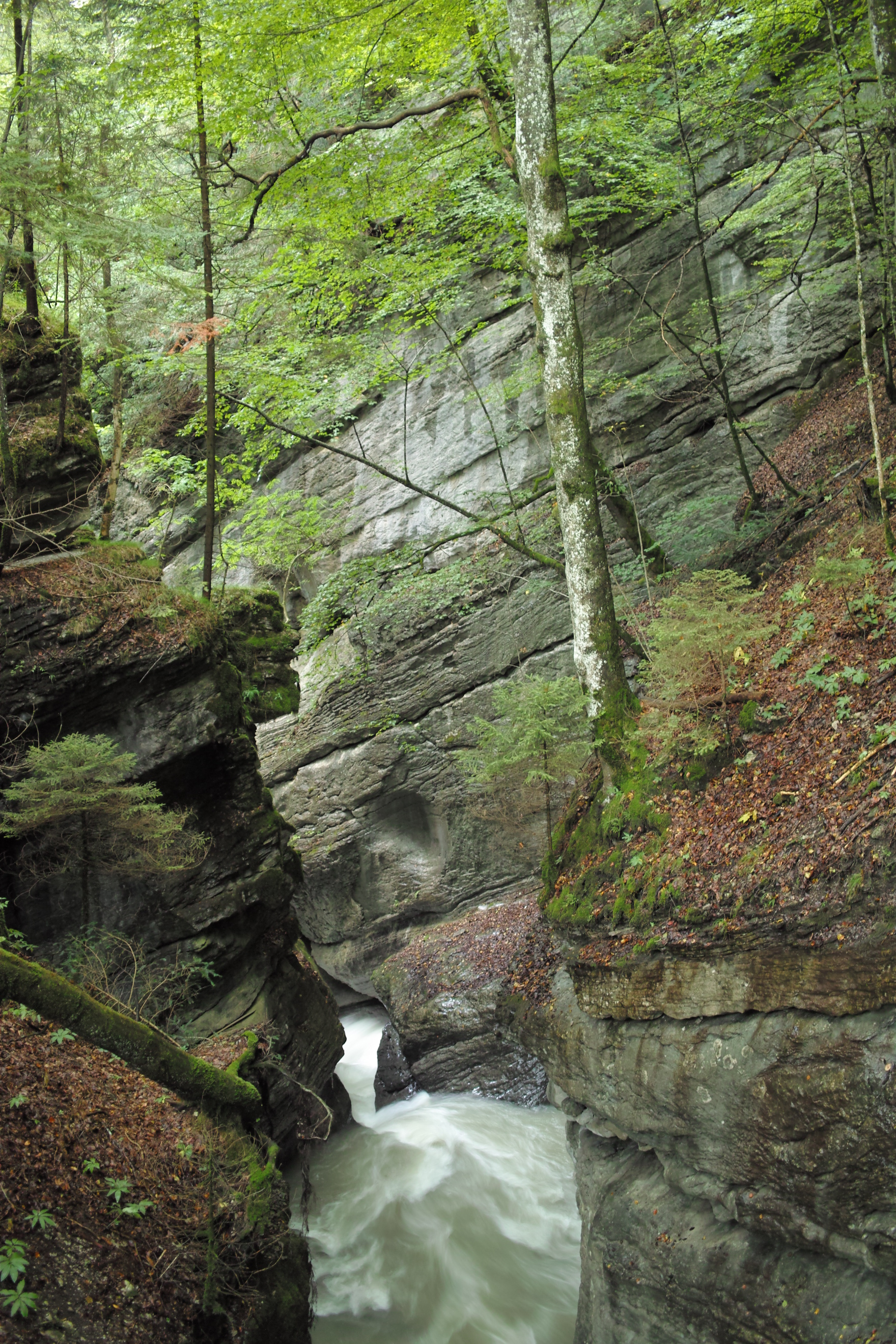
Gorges de la Grande Eau bei Ormont-Dessus

Das Quellgebiet der Grande Eau befindet sich auf dem Gemeindeboden von Ormont-Dessus südlich der Ortschaft Les Diablerets. Mehrere Quellbäche sammeln sich im Talkessel Creux de Champ auf rund 1400 m ü. M. zur Grande Eau. Dieser Talkessel ist von den steilen Felswänden des bis zu 3200 m hohen Les Diablerets-Massivs umgeben. Gespeist werden die Bäche unter anderem vom Schmelzwasser der Firnfelder Glacier de Pierredar, Mauvais Glacier und Glacier de Prapio (alle auf 2600 bis 3000 m ü. M. gelegen).
Nach kurzer Laufstrecke erreicht die Grande Eau die breite Talweitung des Ferienortes Les Diablerets. Hier nimmt sie von links den Torrent de Culan (entspringt im Bereich des Col de la Croix) und von rechts den Dar (entwässert die Westseite des Col du Pillon) auf. Unterhalb von Les Diablerets wendet sich der Bach nach Westen und fliesst zunächst durch eine offene Talsenke mit bis zu 500 m breiter Talaue. Danach senkt sich die Grande Eau allmählich in die Landschaft ein und bildet ein tiefes, unwegsames Kerbtal, in dem sie mit der Raverette vom Col des Mosses her einen weiteren wichtigen Seitenbach aufnimmt.
Bei Aigle tritt die Grande Eau in das Rhonetal ein. Sie hat an ihrem Talausgang im Lauf der Zeit einen Schwemmkegel aufgeschüttet. Westlich von Aigle mündet sie auf 385 m ü. M. in die Rhône. Kurz davor unterquert der Entwässerungskanal Grand Canal das künstliche Gerinne der Grande Eau.
Die Grande Eau ist durch ein nivales Abflussregime geprägt. Mittellauf und Oberlauf sind ausser im Bereich von Les Diablerets in weitgehend natürlichem Zustand erhalten. Im Bereich von Aigle und im Rhonetal wurde der Flusslauf kanalisiert, begradigt und mit Hochwasserschutzbauten versehen. Früher verursachte die Grande Eau des Öfteren Überschwemmungen in Aigle. Entlang des Flusslaufes gibt es zwei Wasserkraftwerke.